# LWL-Museum für Archäologie und Kultur, Westfälisches Landesmuseum

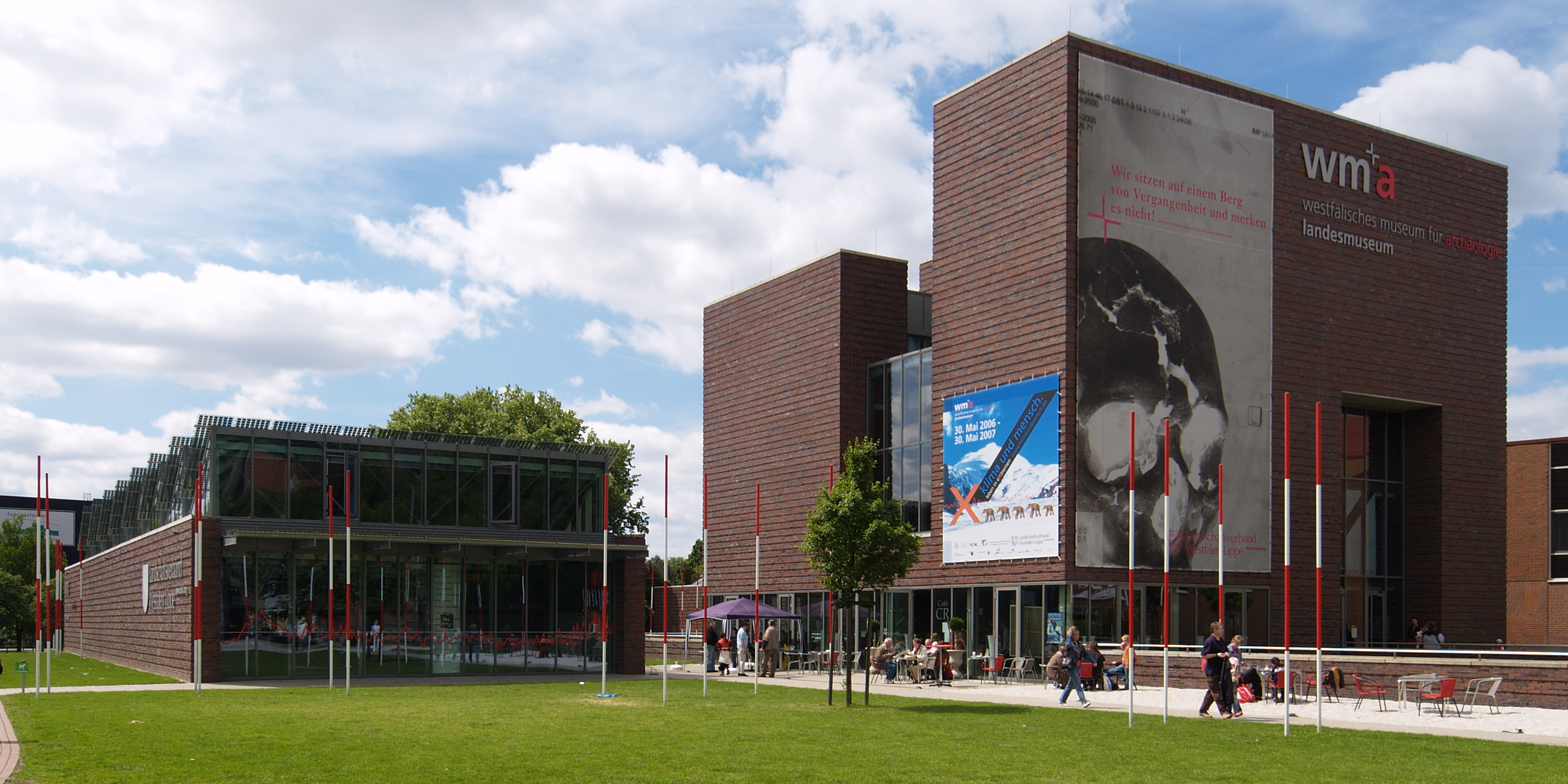
LWL-Museum für Archäologie und Kultur, Westfälisches Landesmuseum in Herne, 2006

Das LWL-Museum für Archäologie und Kultur, Westfälisches Landesmuseum in Herne ist ein Landesmuseum des Landschaftsverbands Westfalen-Lippe (LWL). Es stellt die 250.000-jährige Menschheitsgeschichte in Westfalen in den Mittelpunkt seiner Ausstellungen. Im Forschungslabor können die Besucher die Methoden nachvollziehen, mit denen Archäologen die Spuren der Vergangenheit untersuchen.

## Geschichte
Eine erste Sammlung archäologischer Funde aus Westfalen wurde 1836 in Münster präsentiert, betreut vom Verein für Geschichte und Altertumskunde Westfalens, Abt. Münster.
Im Jahr 1908 wurde die Sammlung in das neu eröffnete Provinzialmuseum integriert. Die archäologische Abteilung erhielt 1930 eigene Räume und wurde 1934 als Landesmuseum für Vor- und Frühgeschichte selbständig.
Nach der Zerstörung des Museumsbaus bei Bombenangriffen 1943 und 1945 wurde von 1963 bis 1970 ein Neubau errichtet. 1980 wurde das Museum in Westfälisches Museum für Archäologie umbenannt. 1991 beschloss die Landschaftsversammlung Westfalen-Lippe, die Sammlung nach Herne zu verlegen. 1999 wurde der Neubau in Herne begonnen. Am 15. Juli 2001 wurde das Museum in Münster geschlossen. Am 28. März 2003 wurde der Neubau in Herne eröffnet. 2007 wurde das Museum in LWL-Museum für Archäologie. Westfälisches Landesmuseum umbenannt. Anfang 2023 erfolgte eine weitere Umbenennung in LWL-Museum für Archäologie und Kultur. Westfälisches Landesmuseum.

## Gebäude
Der größte Teil des 6.800 Quadratmeter großen Museums liegt unter der Erde. Lediglich das kubusförmige Eingangsgebäude und die Lichthallen über den beiden größten Ausstellungsräumen ragen aus der Erde heraus. Der von den Architekten von Busse Klapp Brüning entworfene Bau erhielt vom Bund Deutscher Architekten in NRW die Auszeichnung guter Bauten 2003 und den Architekturpreis Nordrhein-Westfalen 2004. Das Gebäude ist behindertengerecht und bietet neben den Ausstellungen Tagungsräume im Erdgeschoss und ein Kino im Untergeschoss an.

## Dauer- und Sonderausstellungen

### Dauerausstellung
Die Dauerausstellung führt in einem Rundweg durch 250.000 Jahre Geschichte in Westfalen. Orientiert ist die Präsentation an einer archäologischen Ausgrabungslandschaft: Von Fundstücken aus der letzten Eiszeit bis heute werden die Exponate in chronologischer Ordnung in ihrem Fundkontext gezeigt. Wie auf einem Steg in einem Grabungsgelände führt der Weg durchs Museum die Besucher zu verschiedenen Fundstätten, die man durch Nachbauten, Bilder, Filme und die entsprechende Geräuschkulisse präsentiert. Dabei werden typische Fundstätten wie Gräber, Brunnen, Gebäudereste gezeigt und nicht nur Gegenstände und ihre Geschichte, sondern auch die archäologische Arbeit vorgestellt.

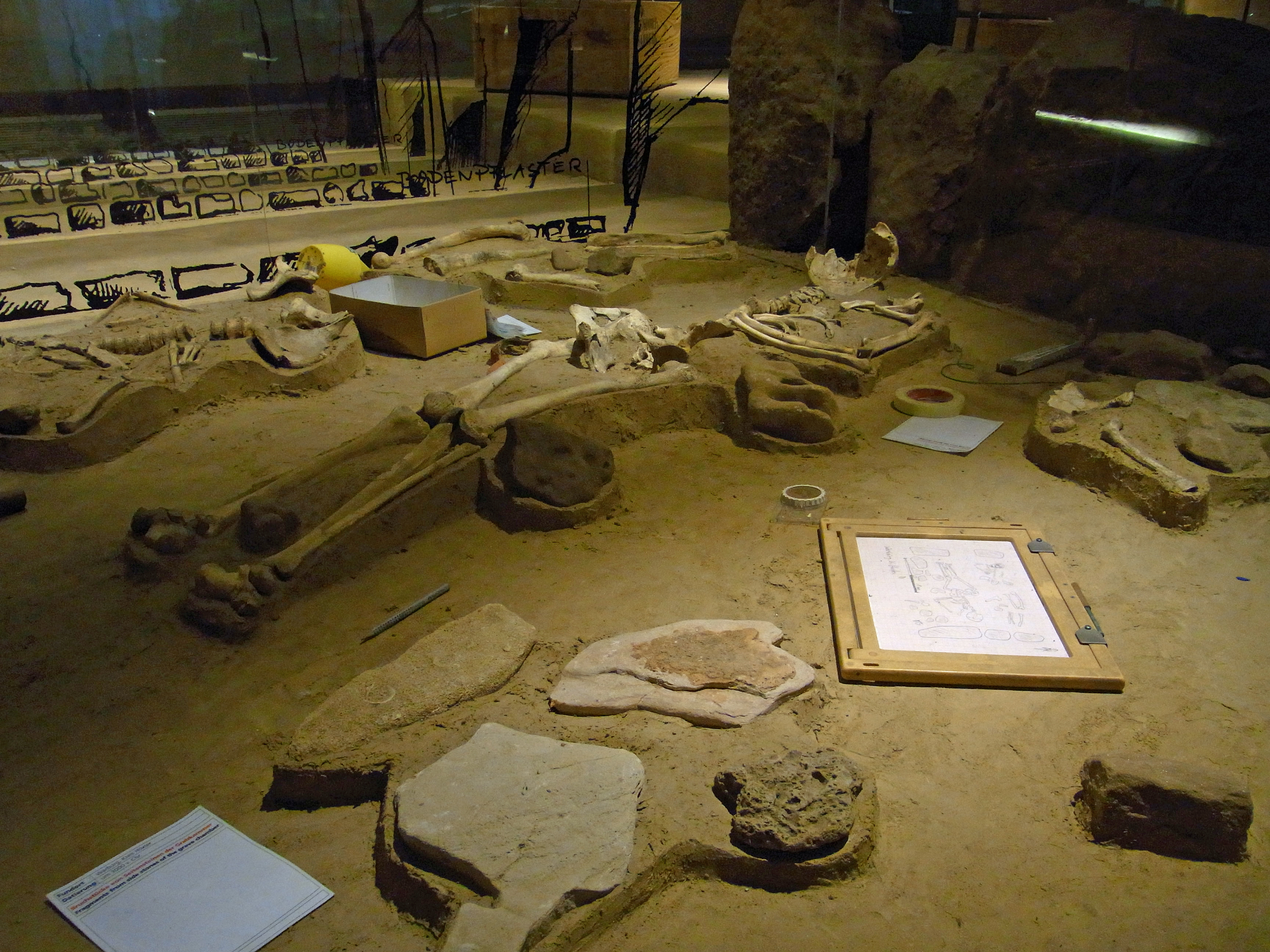
Rekonstruktion der Ausgrabung eines Großsteingrabes
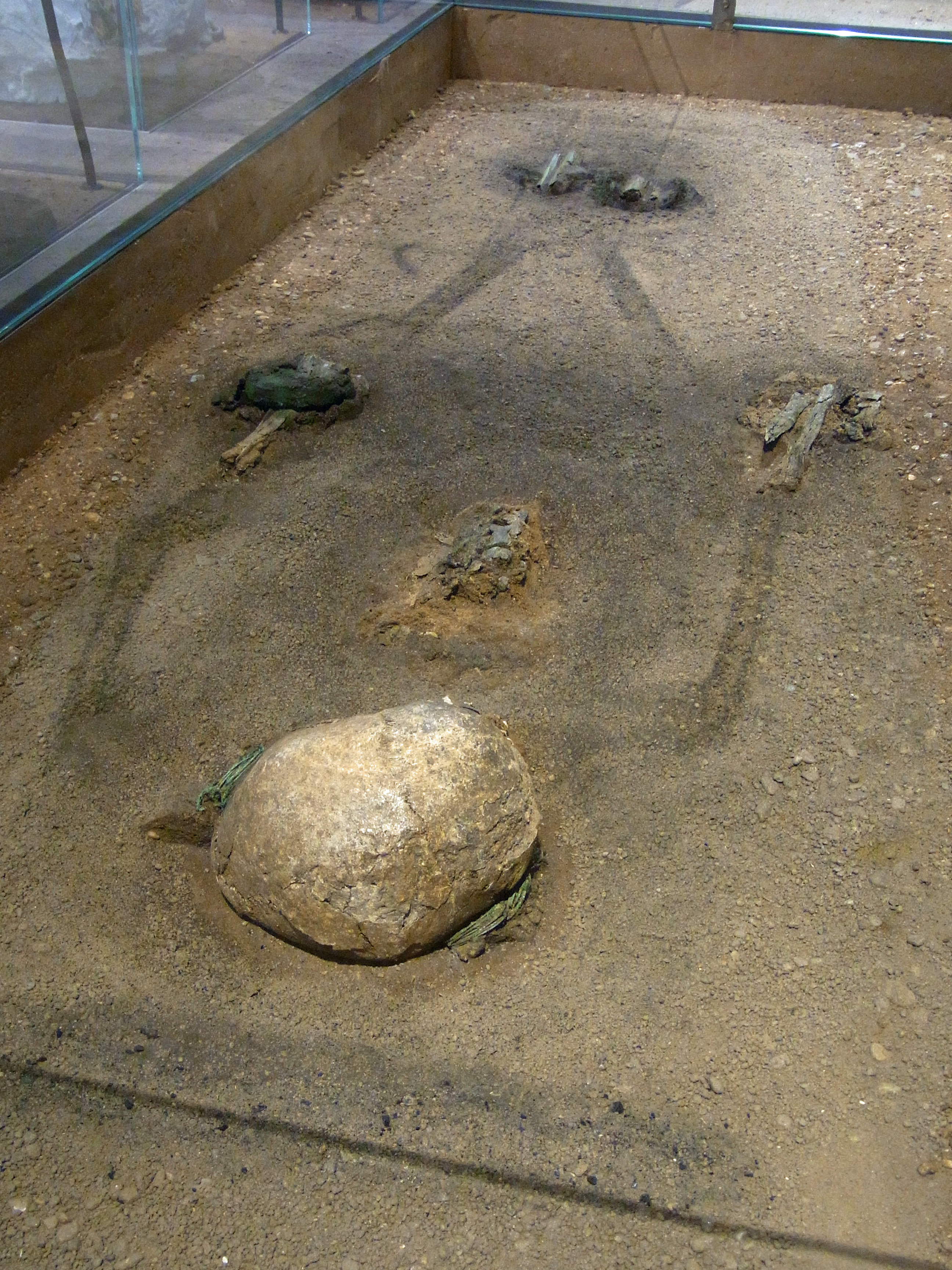
Funde von „Klaras“ Grab bei Petershagen-Ilse
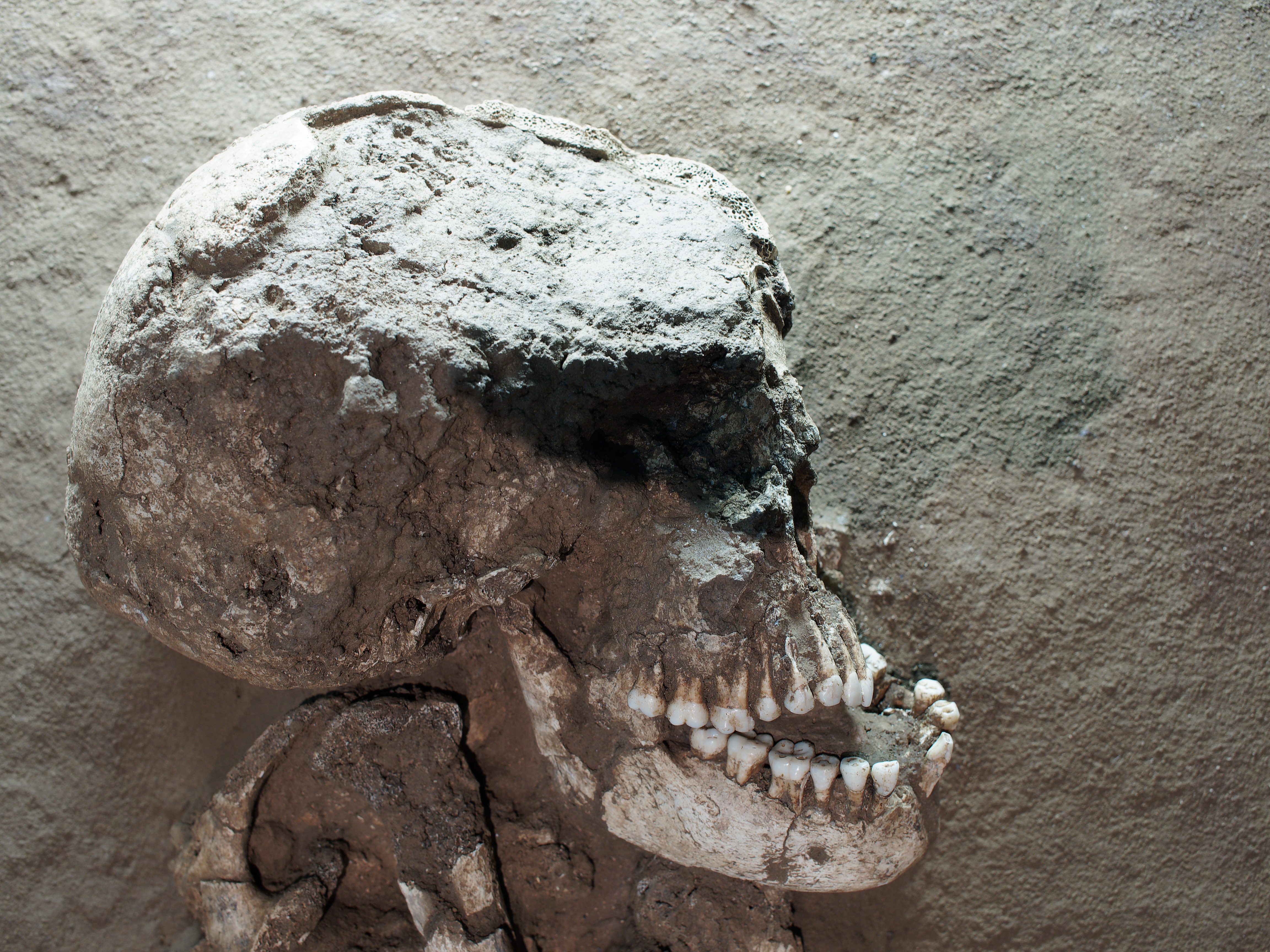
Schädel eines jungen Mannes
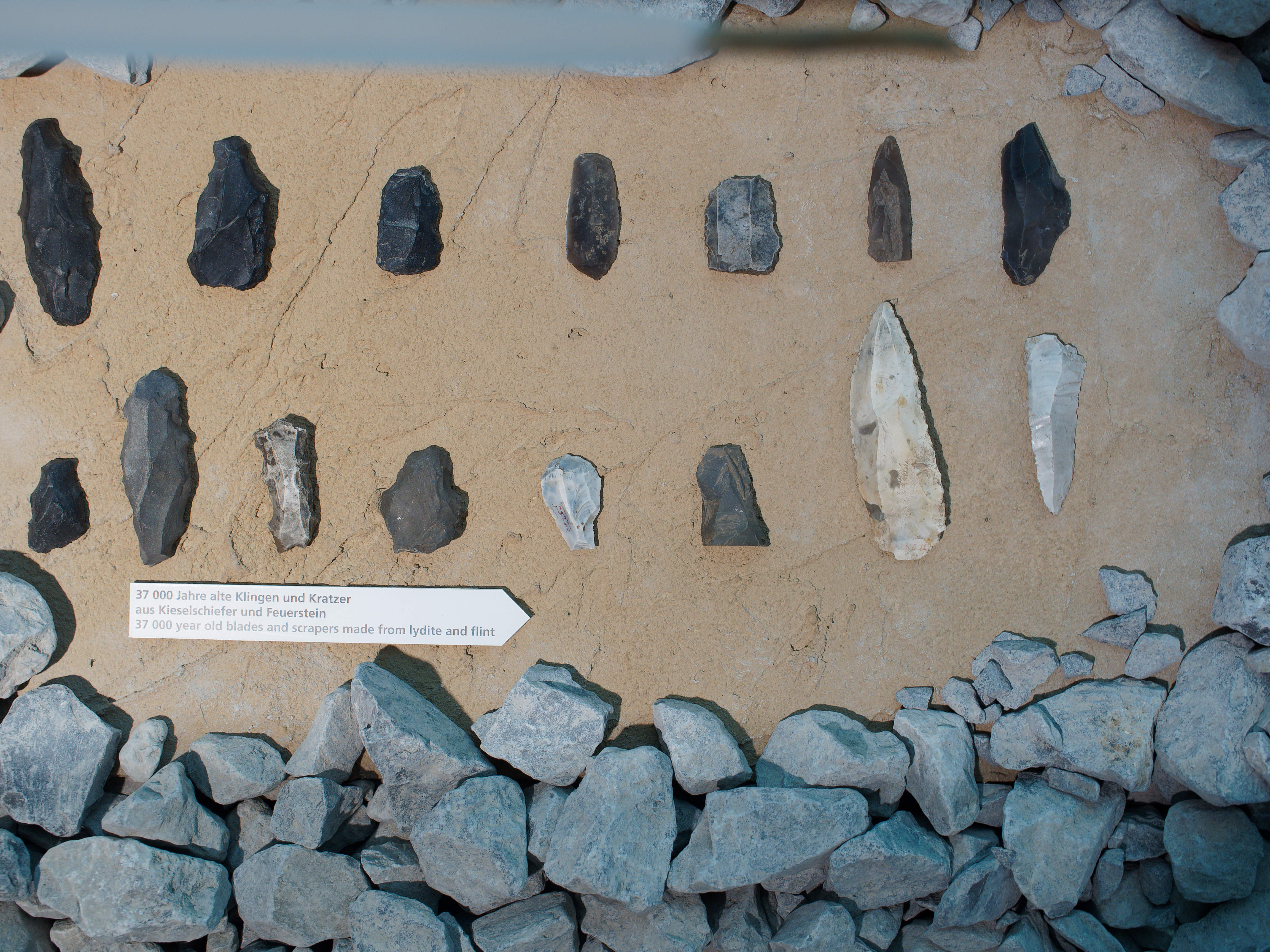
Feuerstein und Kieselschieferklingen
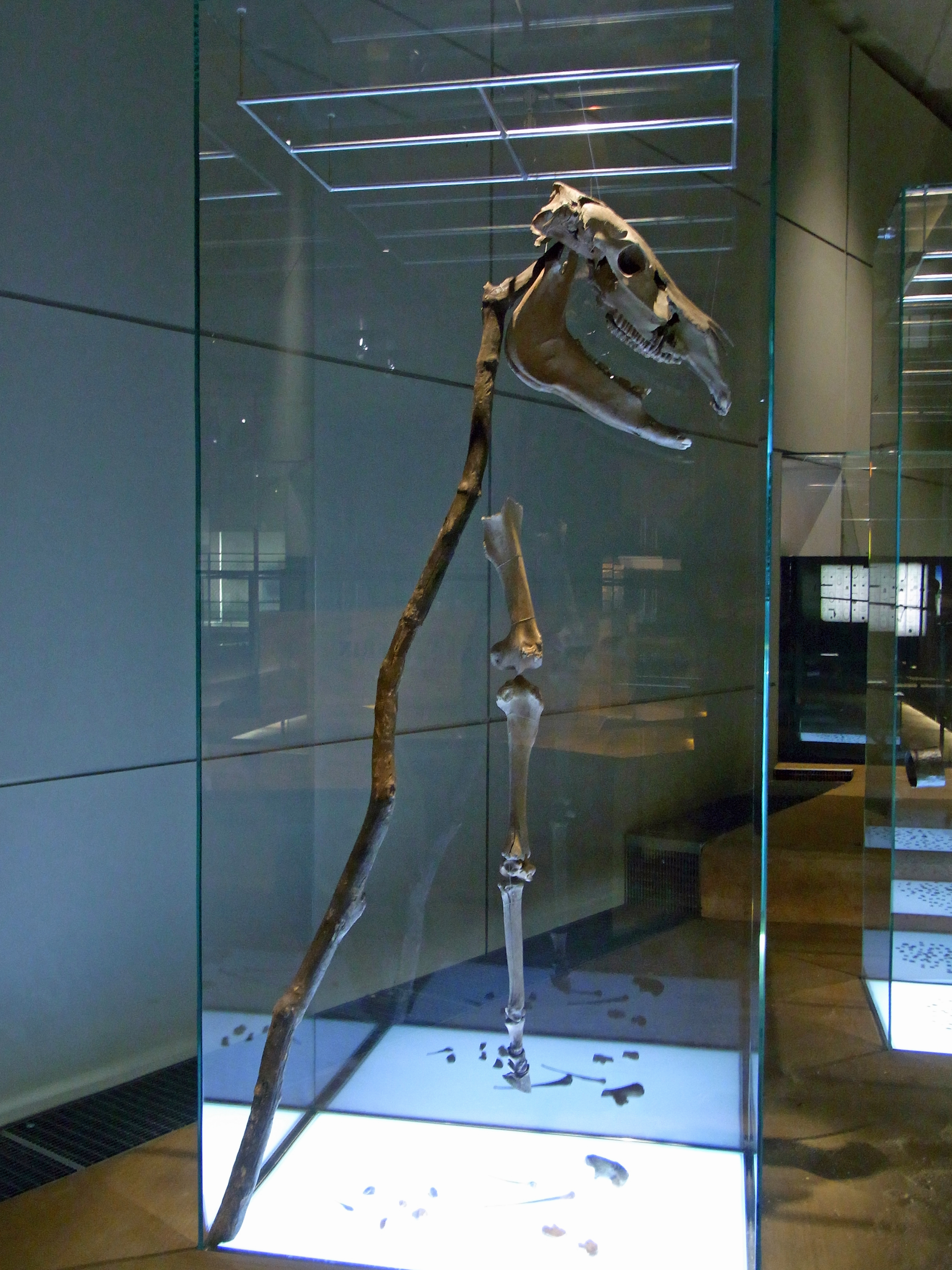
Pferdeopfer
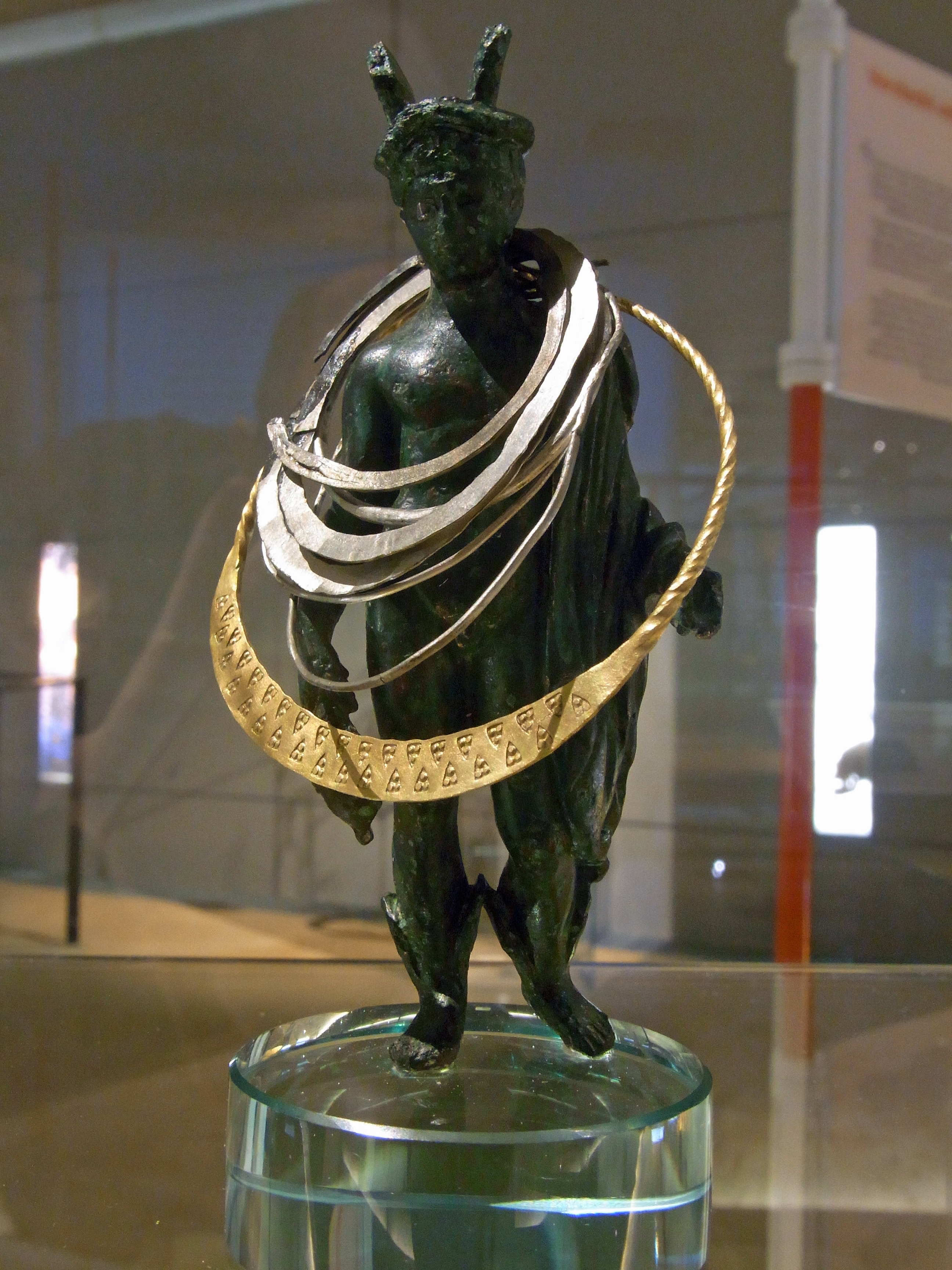
Hortfund von Beelen: Statuette des Gottes Merkur und germanische Ringe aus Gold und Silber

### Sonderausstellungen
- klima und mensch. leben in eXtremen (30. Mai 2006 – 30. Mai 2007)
- Achtung Ausgrabung! (1. November 2007 – 10. August 2008)
- Westfalen in der Bronzezeit (16. Oktober 2008 – 16. November 2008)
- Schuhtick. Von kalten Füßen und heißen Sohlen (6. Dezember 2008 – 5. Juli 2009)[2]
- AufRuhr 1225! Ritter, Burgen und Intrigen (20. Februar 2010 – 28. November 2010)[3]
- Fundgeschichten. Neueste Entdeckungen von Archäologen in NRW (16. April 2011 – 20. November 2011)[4]
- Schädelkult. Mythos und Kult um das Haupt des Menschen (17. November 2012 – 14. April 2013)[5]
- Hilm Böckmann – eine Retrospektive (14. September 2013 – 26. Januar 2014)
- URUK. 5000 Jahre Megacity (3. November 2013 – 21. April 2014)[6]
- Das weiße Gold der Kelten. Schätze aus dem Salz (23. August 2014 – 22. Februar 2015)[7]
- aberGlaube. Kunst trifft archäologische Funde (17. Mai 2015 – 1. November 2015)[8]
- Wildes Westfalen. Tierische Fotos und Funde (1. November 2015 – 29. Mai 2016)[9]
- Schätze der Archäologie Vietnams (7. Oktober 2016 – 26. Februar 2017)[10]
- REVOLUTION jungSTEINZEIT (24. Mai 2017 – 22. Oktober 2017)[11]
- Irrtümer & Fälschungen der Archäologie (23. März 2018 – 9. September 2018)[12]
- PEST! (20. September 2019 – 10. Mai 2020)[13][14]
- Stonehenge – Von Menschen und Landschaften (23. September 2021 – 25. September 2022)[15]
- Modern Times – Archäologische Funde der Moderne und ihre Geschichten (8. September 2023  – 18. August 2024)

## Forschungslabor
In einem Forschungslabor können die Besucher die archäologische Arbeit an konkreten Beispielen nachvollziehen. Dabei werden einzelne Rekonstruktionen nach dem Muster von Kriminalfällen nachgestellt. Am Beispiel der Großsteingräber von Warburg werden Methoden wie die Spurensuche im Boden, Gesichtsrekonstruktion, DNA-Analyse, stratigraphische Ausgrabung, Altersbestimmung, Materialanalyse und andere vorgestellt. Einzelne Verfahren können die Besucher selbst nachvollziehen.

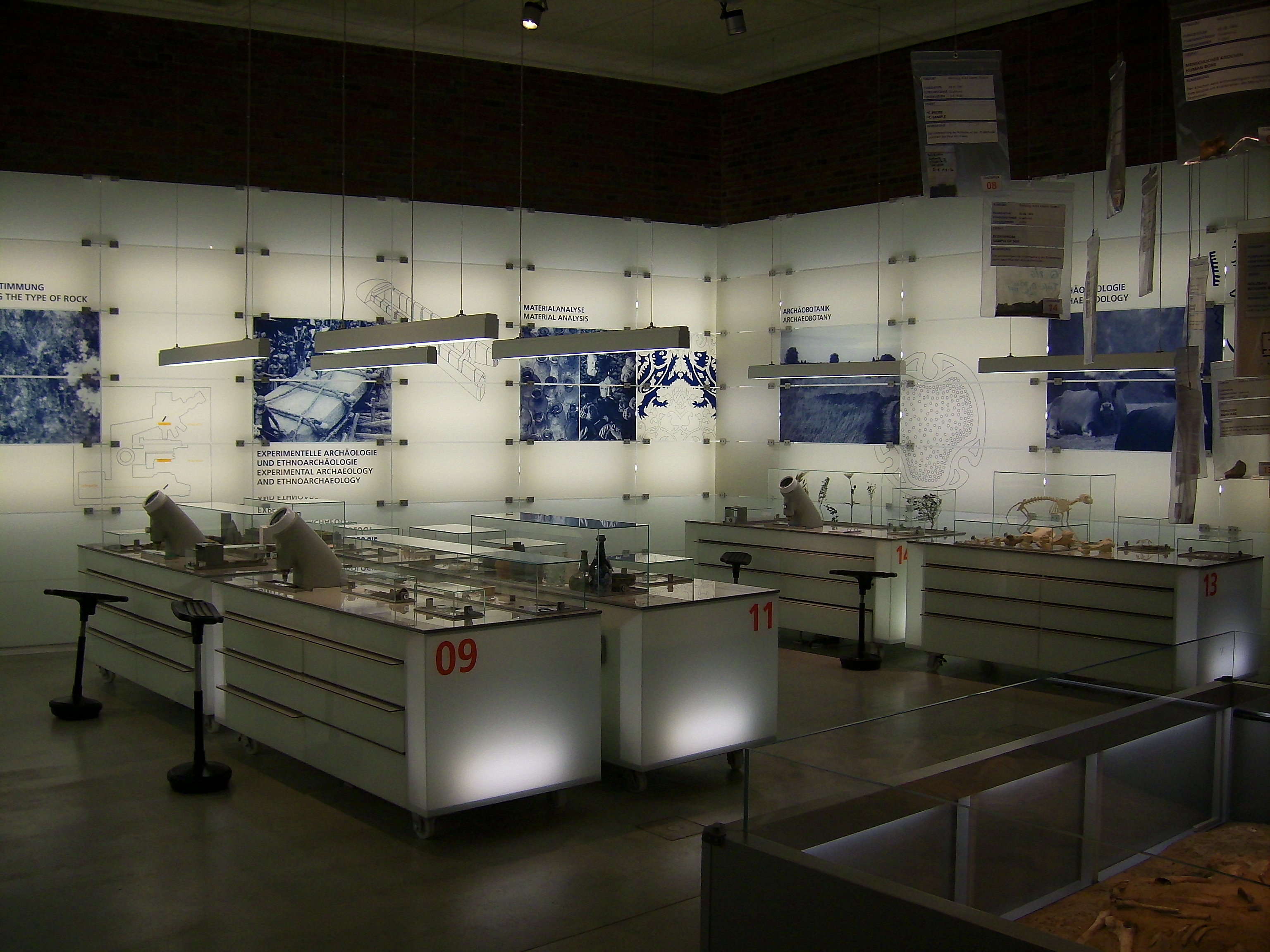
Forschungslabor
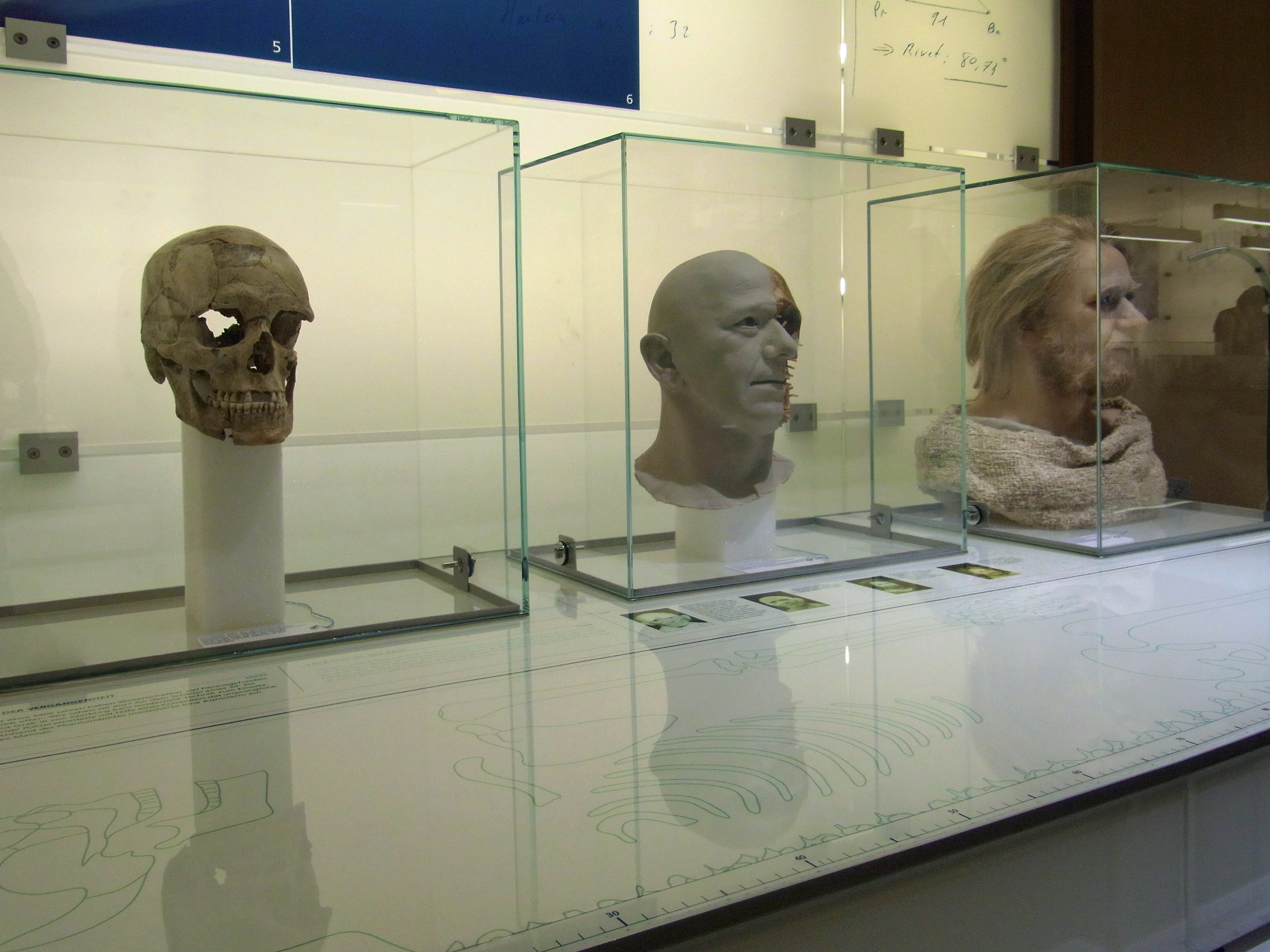
Laboreinheit zur Gesichtsrekonstruktion
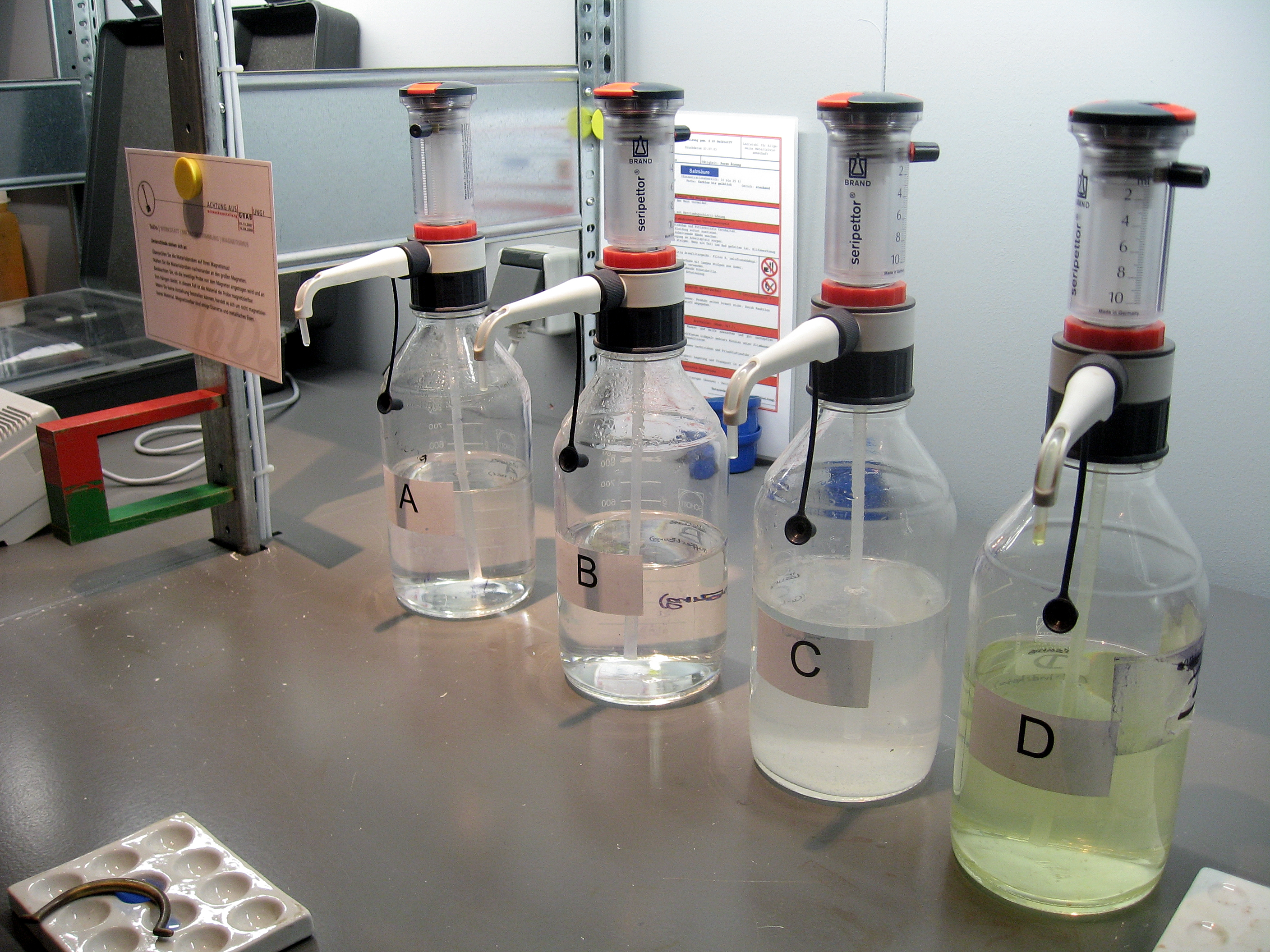
Einheit zur Bestimmung von Kupferanteilen in Metallfundstücken

## Grabungscamp
Am 23. August 2013 wurde auf dem Außengelände des Museums ein Grabungscamp eingerichtet. Das 200 Quadratmeter große Areal wird mit einem Zelt überspannt und stellt damit eine provisorische, gegen Witterungseinflüsse geschützte Grabungslandschaft dar. Eine behindertengerechte Rampe führt in die Tiefe und erschließt, terrassenförmig, die verschiedenen Ausgrabungsebenen, von der Frühen Neuzeit bis zur Steinzeit. An vorbereiteten Grabungsstellen können die Besucher erleben, wie eine wissenschaftliche Ausgrabung durchgeführt wird: vom vorsichtigen Freilegen und der maßstabsgerechten Dokumentation der Funde bis zur Bestimmung und Datierung der gefundenen Objekte. Die Baugenehmigung für das Grabungscamp ist zunächst auf zwei Jahre befristet.

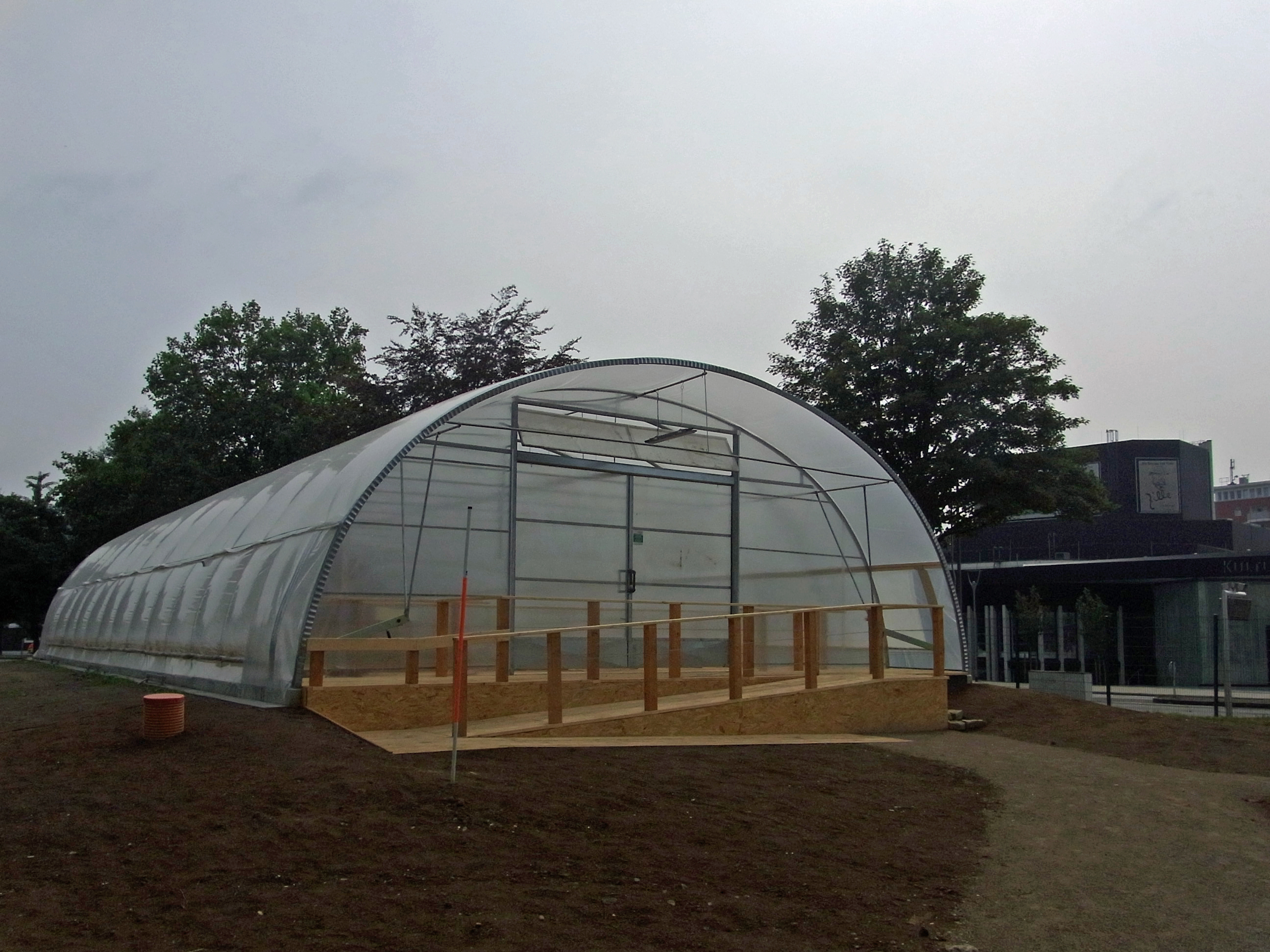
Außenansicht des Grabungscamps
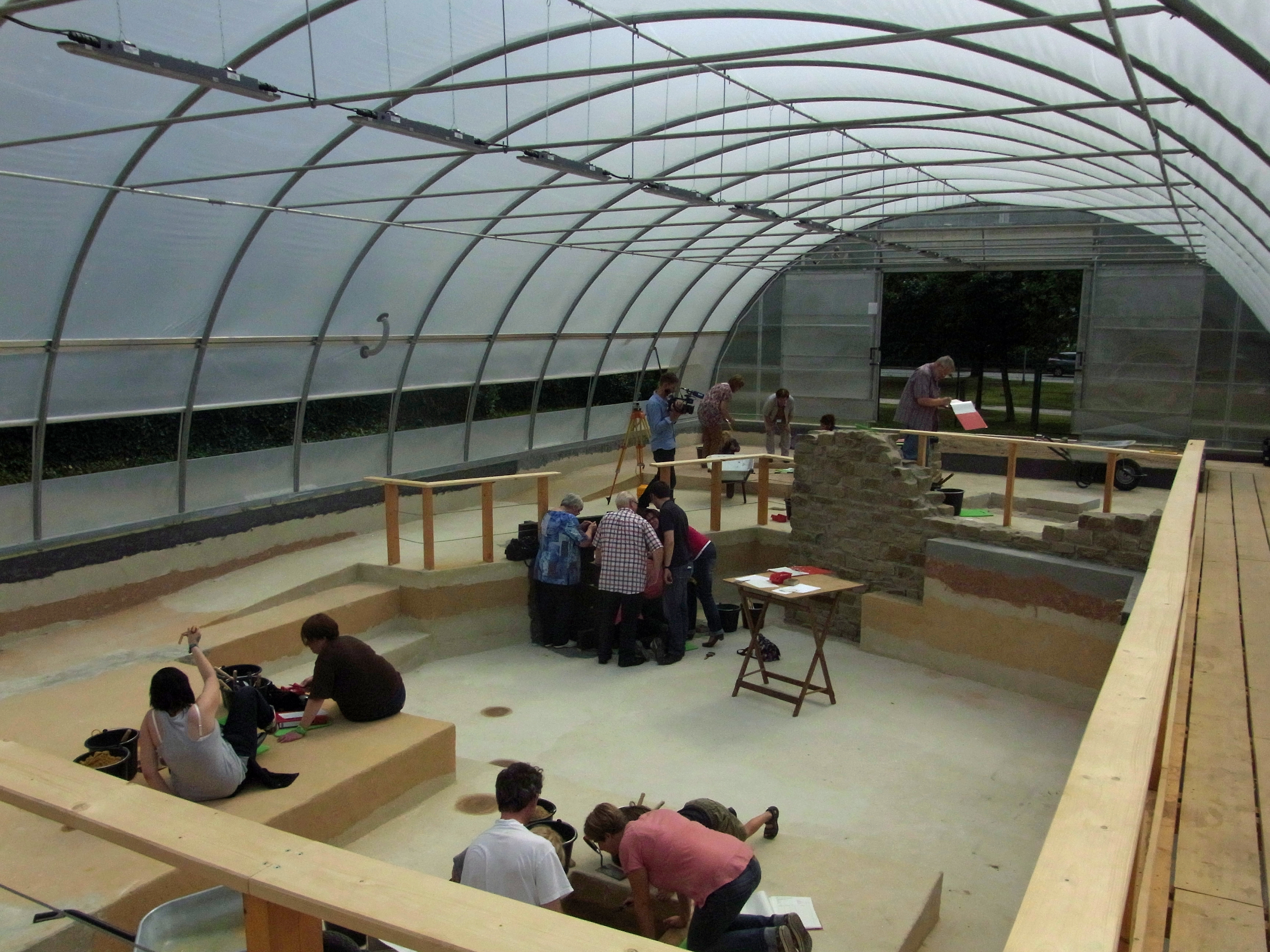
Innenansicht des Grabungscamps
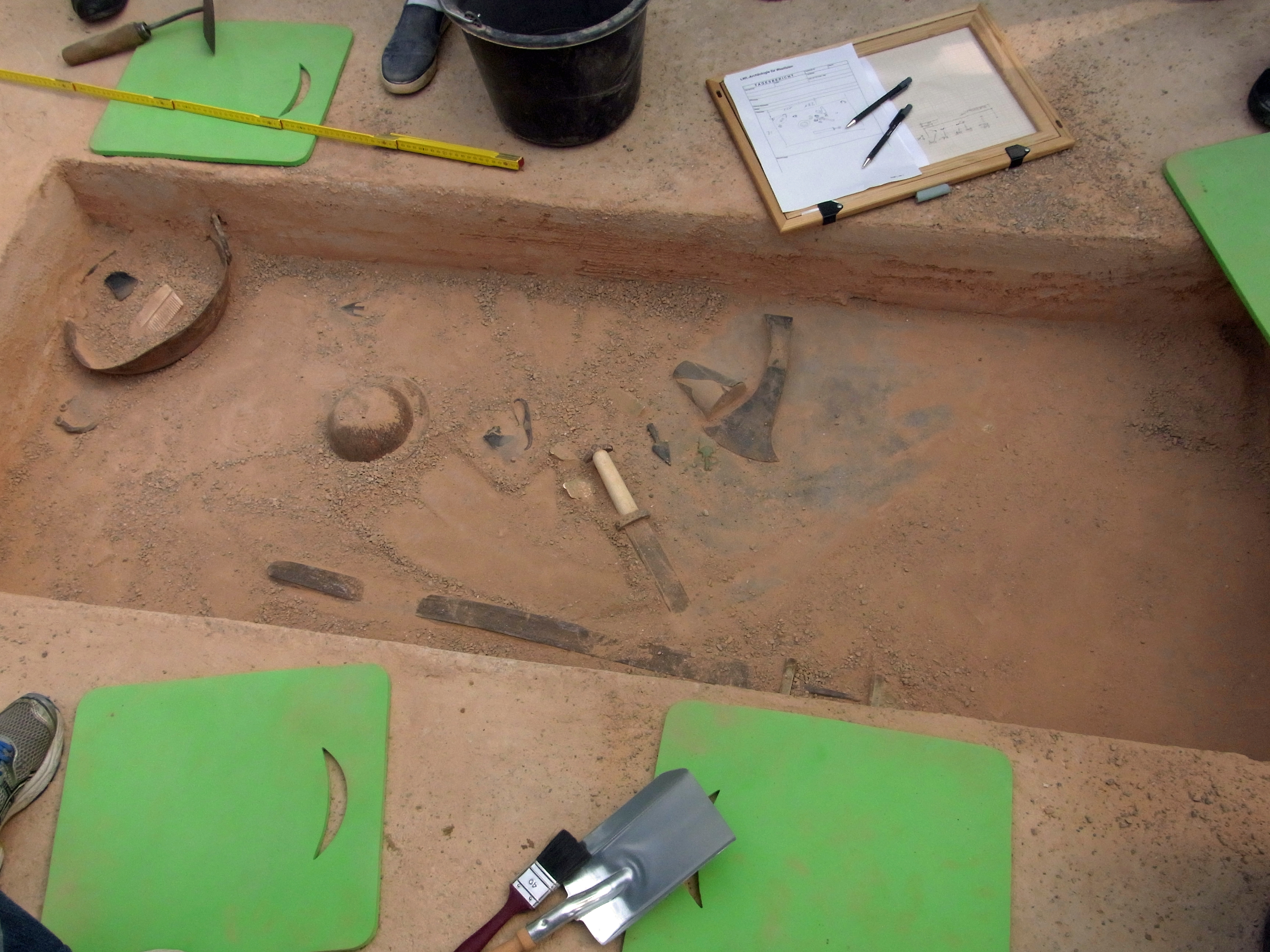
Grabungsstelle

## Publikationen
- Westfälisches Landesmuseum für Vor- und Frühgeschichte (Hrsg.): Archäologische Denkmäler in Gefahr. Rettungsgrabungen der Bodendenkmalpflege in Westfalen 1973–78. Westfälisches Landesmuseum für Vor- und Frühgeschichte, Münster 1979, DNB 790624214.
- Yasmine Freigang (Hrsg.): Wie funktioniert Archäologie? LWL-Museum für Archäologie, Herne 2007, DNB 988301229.
- Hartmund Roder (Hrsg.): Schuhtick – Von kalten Füßen und heißen Sohlen. Philipp von Zabern, Mainz am Rhein 2008, ISBN 978-3-8053-3938-4.
- Brunhilde Leenen (Hrsg.): Ritter, Burgen und Intrigen – Aufruhr 1225! Das Mittelalter an Rhein und Ruhr. Philipp von Zabern, Mainz am Rhein 2010, ISBN 978-3-8053-4108-0.
- Josef Mühlenbrock, Brunhilde Leenen (Hrsg.): Tatort Forscherlabor – The research laboratory. LWL-Museum für Archäologie, Herne 2011, ISBN 978-3-00-035287-4 (deutsch, englisch).
- Josef Mühlenbrock, Michael Rind (Hrsg.): Runde Sache(n) – Ringe aus Westfalen. Archäologie für Westfalen, Münster 2012, ISBN 978-3-00-038652-7.
- Stefan Leenen, Alexander Berner u. a. (Hrsg.): Pest! Eine Spurensuche. wbg Theiss, Stuttgart 2019, ISBN 978-3-8062-3996-6.